# أسفلت

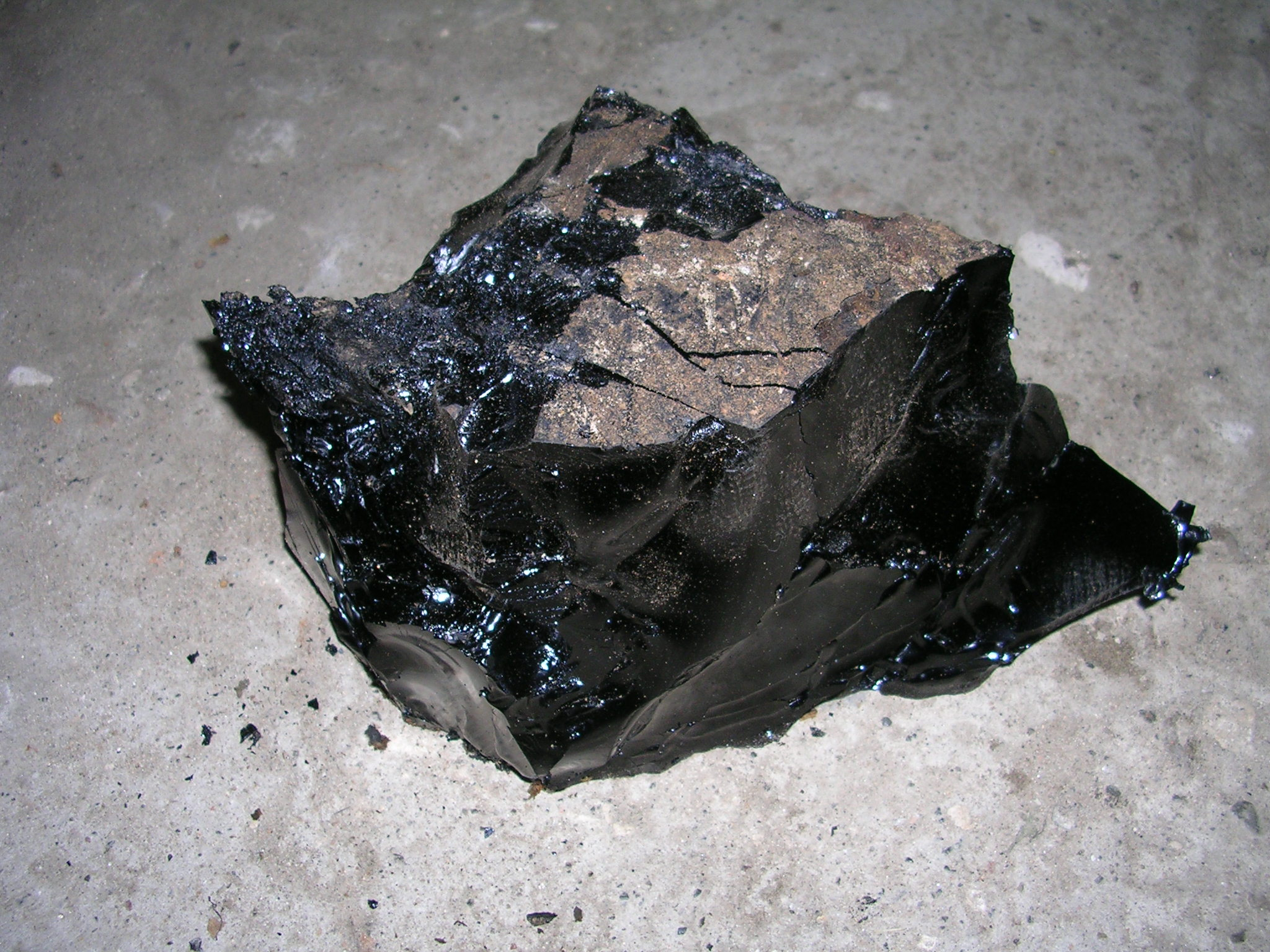
الأسفلت

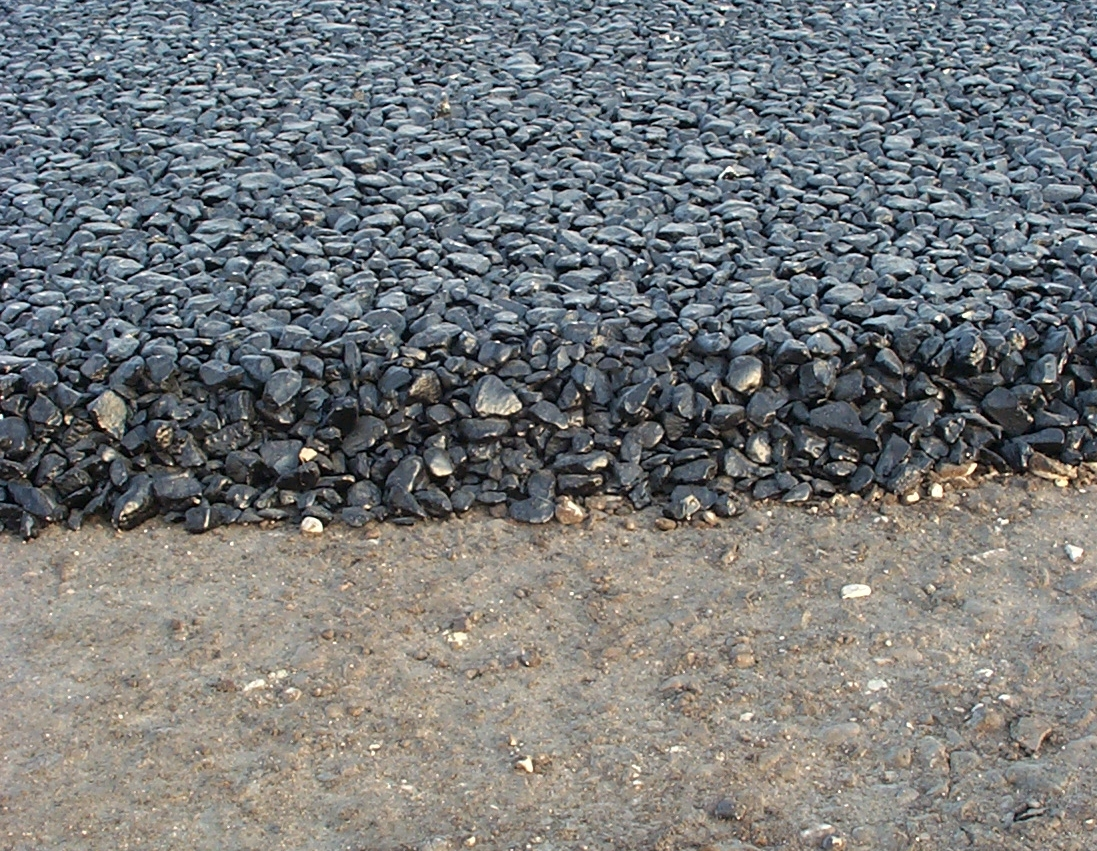
رصف الطرق بالأسفلت وحجارة البناء الصغيرة (طريق حلوان-الكريمات)

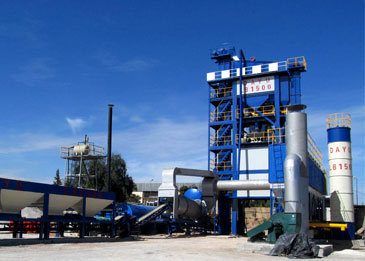
صورة لمصنع أسفلت.

أسفلت كما يُعرف بأسماء الزفت أو الإزفلت أو القير أو الحُمًر مادة نفطية ذات لزوجة عالية وذات لون أسود، يستخرج من خلال عملية تقطير النفط الخام تحت الضغط ودرجات حرارة عالية تصل إلى 300 درجة مئوية. وله أنواع عديدة تختلف فيما بينها بنسبة السيولة والتركيز وكذلك باختلاف درجة حرارة انصهارها والتجمد.
تستخدم كمادة لاصقة بين جزيئات حجارة البناء الصغيرة (الزلط) لتصبح منها مادة مؤلفة جيدة وفعالة لرصف الشوارع وأرض المطارات، ويستخدم لطلاء أسطح المنازل لمنع تسرب المياه.
يتألف الأسفلت بشكل رئيسي من مزيج مكثف من الهيدروكربونات العطرية متعددة الحلقات. وينحل الأسفلت بالكامل في ثنائي كبريتيد الكربون CS2.
غالبًا ما يُستخدم المصطلحان «الأسفلت» و «البيتومين» بشكل متبادل ليعني كلا الأشكال الطبيعية والمُصنعة للمادة. في اللغة الإنجليزية الأمريكية، يشيع استخدام استخدام مصطلح «الإسفلت» (أو «الأسمنت الإسفلتي») ليدل على البقايا المكررة من عملية تقطير الزيوت الخام المختارة. خارج الولايات المتحدة، غالبًا ما يطلق على المنتج اسم «البيتومين»، وغالبًا ما يفضل الجيولوجيون استخدام هذا المصطلح لدلالته على المعدن الموجود في الطبيعة. غالباً ما يشير الاستخدام العامي العام إلى أشكال مختلفة من الأسفلت باسم «قطران»، كما هو الحال في حفر قطران لابريا.
في بعض الأحيان يتم تحديد الأسفلت المتواجد في الطبيعة عن طريق مصطلح «البيتومين الخام». والذي تتشابه لزوجته مع دبس السكر بينما يُطلق على المادة التي تم الحصول عليها من التقطير التجزيئي للزيت الخام المغلي عند درجة حرارة 525 درجة مئوية (977 درجة فهرنهايت) «القار الصافي». تمتلك مقاطعة ألبرتا الكندية معظم احتياطيات العالم من الأسفلت الطبيعي في رمال النفط في أثاباسكا، والتي تغطي مساحة 142,000 كيلومتر مربع (55,000 ميل مربع)، وهي مساحة أكبر من إنجلترا.

## أماكن تواجده

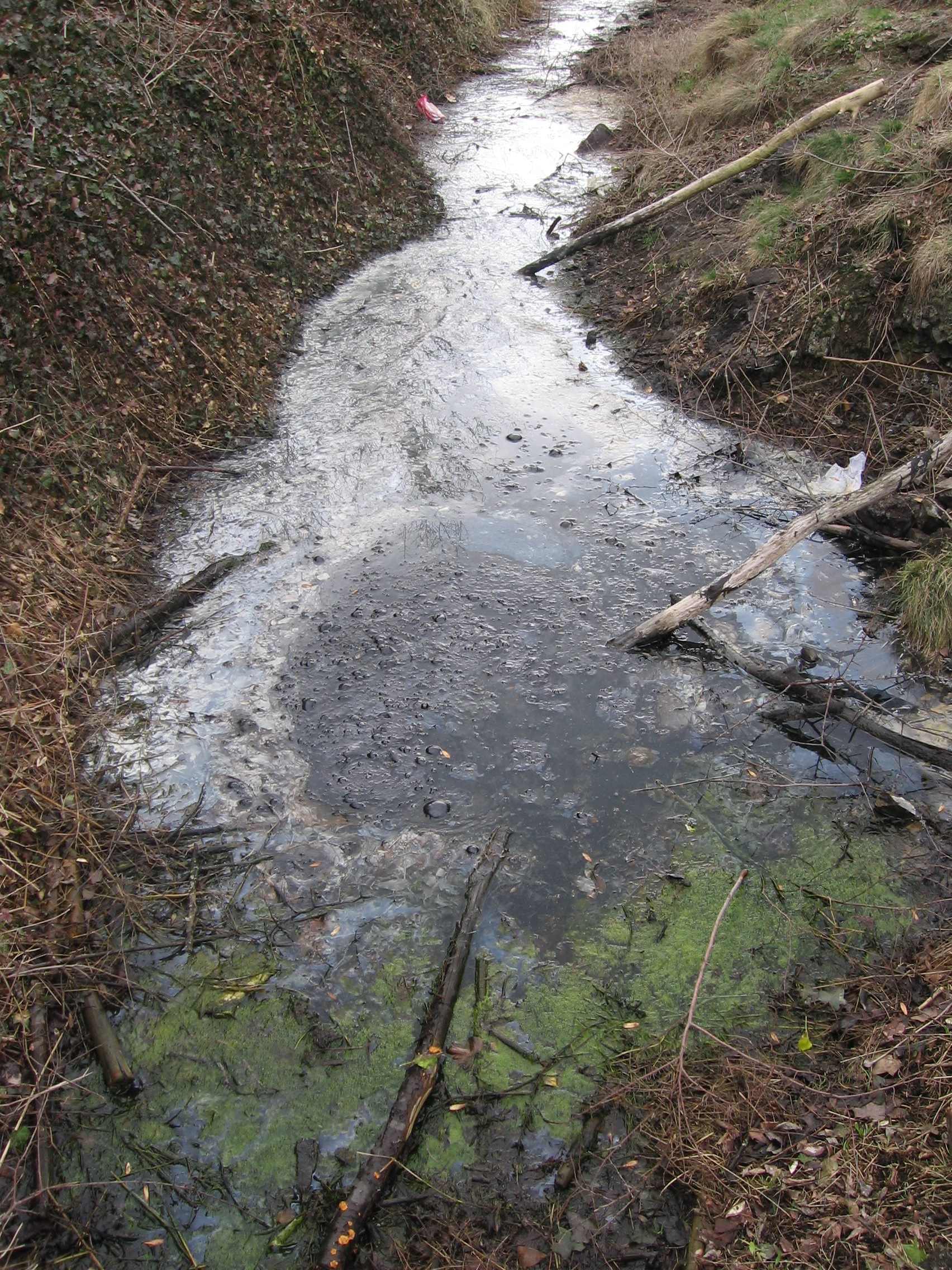
نتوء بيتومى من بوي دو لا بويس، كليرمون فيران، فرنسا.

يتم الحصول على غالبية الإسفلت المستخدم تجاريًا من البترول. ومع ذلك، تتواجد كميات كبيرة من الأسفلت في شكل مركز في الطبيعة. تتكون رواسب البيتومين الطبيعية من بقايا الطحالب المجهرية القديمة والدياتومات وغيرها من الكائنات الحية. ترسبت هذه البقايا في الطين على قاع المحيط أو البحيرة حيث تعيش الكائنات الحية. كما تحول الرفات تحت حرارة فوق 50 درجة مئوية والضغط الدفن العميق في الأرض إلى مواد مثل البيتومين أو الكيروجين أو البترول.
وتشمل المستودعات الطبيعية للأسفلت البحيرات مثل بحيرة بيتش في ترينيداد وتوباغو وبحيرة برموديز في فنزويلا. كما يتواجد بصورة طبيعية في حفر قطران لابريا وفي البحر الميت.
كما يتواجد البيتومين في أحجار رملية غير مجمعة تعرف باسم «الرمال النفطية» في ألبرتا بكندا، و «رمال القطران» المماثلة في يوتا بالولايات المتحدة. تمتلك مقاطعة ألبرتا الكندية معظم احتياطيات العالم، في ثلاث رواسب ضخمة تغطي 142,000 كيلومتر مربع (55,000 ميل مربع)، وهي مساحة أكبر من إنجلترا أو ولاية نيويورك. تحتوي هذه الرمال البيتومينية على 166 مليار برميل (26,4 × 109 م 3) من احتياطيات النفط ذات المنشأ التجاري، مما يجعل من كندا ثالث أكبر احتياطيات النفط في العالم. وعلى الرغم من أنه كان يُستخدم من الناحية التاريخية في أنشطة غير تمهيد الطرق، إلا أن كل المواد المُستخرجة تقريبًا تستخدم الآن كمواد خام لمصافي تكرير النفط في كندا والولايات المتحدة.
يقع أكبر إيداع في العالم من القار الطبيعي، والمعروفة باسم رمال زيت أثاباسكا، في تشكيل ماك موراي من شمال ألبرتا. يرجع هذا التكوين إلى أوائل العصر الطباشيري، ويتكون من العديد من الرمال الحاملة للنفط مع ما يصل إلى 20 ٪ من النفط. تظهر الدراسات النظائرية أن رواسب الزيت يرجع عمرها إلى حوالي 110 مليون سنة. ويوجد تكوينين صغيرين ولكنهما كبيران للغاية في الرمال النفطية لنهر السلام ورمال نفط بحيرة كولد، إلى الغرب وجنوب شرق رمال النفط في أثاباسكا، على التوالي. يتشكل في رواسب ألبرتا أجزاء قليلة من رمال النفط في أثاباسكا بشكل ضحل بما يكفي لتكون مناسبة للتعدين السطحي. يجب أن يتم إنتاج 80٪ من آبار النفط باستخدام تقنيات الاستخلاص المعزز للنفط (مثل الاستخراج المُحسّن للنفط) مثل تصريف الجاذبية بمساعدة البخار.
كما تتواجد الكثير من رواسب النفط الثقيل أو القار في حوض أوينتا في يوت، الولايات المتحدة. على سبيل المثال، تمثل مستودعات الأسفلت هناك ما يقرب من 6٪ من البيتومين تقريبًا.
قد يتواجد البيتومين في المجاري الحرارية المائية. مثال على ذلك ما يوجد داخل حوض يوينتاه في يوتا بالولايات المتحدة، حيث يوجد سرب من المجاري الحرارية واسعة النطاق عموديًا تتكون من هيدروكربون صلب يسمى جيلسونايت. تشكلت تلك المجاري الحرارية نتيجة عملية البلمرة وتصلب الهيدروكربونات التي تمت تعبئتها من الصخور الزيتية العميقة لتشكيل النهر الأخضر خلال الدفن وتصلد الأرض.
يتشابه البيتومين مع المادة العضوية للنيازك الكربونية. ومع ذلك، أظهرت الدراسات التفصيلية أن هذه المواد متميزة. تعتبر موارد البيتومين البريتانية الضخمة كأنها مادة حية من النباتات والحيوانات البحرية، وخاصةً الطحالب، التي ماتت منذ ملايين السنين عندما غطى المحيط القديم ألبرتا. كانت تلك المستودعات مغطاة بالطين، ومدفونة بعمق مع مرور الوقت، مما سمح بتحويلها إلى تلك المواد الخام عن طريق الحرارة الجوفية عند درجة حرارة من 50 إلى 150 درجة مئوية (120 إلى 300 درجة فهرنهايت). وبسبب الضغط الناجم عن ارتفاع جبال روكي في جنوب غرب ألبرتا قبل 80 إلى 55 مليون سنة، كان النفط مدفوعًا بشمال شرق المئات من الكيلومترات وحوصر في رواسب رملية تحت الأرض تركتها أسرتار النهر القديمة وشواطئ المحيطات، تشكيل الرمال النفطية.

## التاريخ

### العالم القديم
يرجع استخدام أسفلت في مقاومة الماء وكمادة لاصقة إلى الألفية الخامسة قبل الميلاد على الأقل، مع وجود سلة تخزين محصودة في مهرغاره من نهر السند أثناء حضارة وادي السند. وبحلول الألفية الثالثة قبل الميلاد، كان يتم استخدام الأسفلت الصخري المكرر في المنطقة، وكان يُستخدم في مقاومة نهر غريت العظيم، موهينجو دارو.
في الشرق الأوسط القديم، استخدم السومريون رواسب القار الطبيعي في الملاط بين الطوب والحجارة، لدعم أجزاء من المنحوتات مثل العينين في مكانها، وللحام السفن، ولعزل المياه. وقال المؤرخ اليوناني هيرودوت إن البيتومين الساخن كان يستخدم كملاط في جدران بابل.
كان نفق الفرات الذي يبلغ طوله 1 كيلو متر (0.62 ميل) أسفل نهر الفرات في بابل في زمن الملكة سميراميس (حوالي 800 قبل الميلاد) قد بُني من الطوب المحترق المغطى بالبيتومين كعامل مانع لتسرب المياه.
استخدم المصريون القدماء البيتومين في تحنيط المومياوات. الكلمة الفارسية للإسفلت هي moom، والتي ترتبط بالكلمة الإنجليزية المومياء. كان مصدر المصريين الرئيسي للبيتومين هو البحر الميت، الذي عرفه الرومان باسم بحيرة الإسفلت.
وصف ديسقوريدوس في حوالي 40 ميلاديًا مادة البحر الميت على أنها مادة يهودية، وأشار إلى أماكن أخرى في المنطقة حيث يمكن العثور عليها. ويعتقد أن أسفلت صيدا تشير إلى المواد الموجودة في حاصبيا. يشير بليني أيضا إلى القار الموجود في إبيروس. كان موردًا استراتيجيا قيمًا، والسبب أول معركة معروفة لنهب الهيدروكربونات - بين السلوقيين والأنباط في 312 قبل الميلاد.
في الشرق الأقصى القديم، كان البتيومين الطبيعي يغلي ببطء للتخلص من الشوائب العُليا، تاركًا مادة لدنة حرارية ذات وزن جزيئي أعلى عندما تصبح الطبقات على الأجسام صلبة للغاية عند التبريد. وقد استُخدم هذا لتغطية الأشياء التي تحتاج إلى مقاومة الماء، مثل الغمد وعناصر أخرى. وُجد أ، بعض تماثيل الآلهة المنزلية غُطيت بهذا النوع من المواد في اليابان، وربما أيضًا في الصين.
في أمريكا الشمالية، أشارت الاكتشافات الأثرية إلى أن القار يُستخدم أحيانًا في تثبيت القذائف الحجرية إلى أعمدة خشبية. وفي كندا، استخدم السكان الأصليون البيتومين المُتسرب من ضفاف نهر أتاباسكا وغيره من الأنهار في صناعة قارب الكانو المقاوم للماء، كما قاموا بتسخينها في أوعية لطخ لدرء البعوض في الصيف.

### أوروبا القارية
في 1553، وصف بيير بيلون في عمله ملاحظات أن بيساسفالتو، أ، الأسفلت استُخدم في جمهورية راغوزا المعروفة الآن بدوبروفنيك في كرواتيا لترس السفن.
تشير طبعة 1838 من مجلة الميكانيكا إلى الاستخدام المبكر للأسفلت في فرنسا. يفيد كتيب مؤرخ عام 1621 كتبه مونسينيور ديسيني، أنه اكتشف وجود الأسفلت بكميات كبيرة في محيط نيوفشاتيل، وأنه اقترح استخدامه بطرق مختلفة - "بشكل أساسي في بناء مخازن صامدة أمام الهواء، وفي الحماية عن طريق استخدامه في صنع الأقواس، ودورات المياه في مدينة باريس للتخلص من الأوساخ والقذارة "، والتي في ذلك الوقت جعلت المياه غير صالحة للاستعمال. "كما أنه ذكر استخدام هذه المادة لتشكيل المستويات والمدرجات الدائمة في القصور، ومنها جاءت فكرة استخدامه في المدرجات وفي الشوارع، وليس من المحتمل أن يكون ذلك ق خطر بعقل باريسي من ذلك الجيل.
لكن هذه المادة كانت مهملة بشكل عام في فرنسا حتى ثورة 1830. ففي ثلاثينيات القرن التاسع عشر كان هناك زيادة في الاهتمام بالأسفلت. وأصبح يُستخدم على نطاق واسع "للأرصفة والأسقف المسطحة وبطانة الصهاريج، وفي إنجلترا، تم استخدام بعض منها لأغراض مشابهة". كان كثرة استخدامه في أوروبا "ظاهرة مفاجئة"، بعد العثور على رواسب طبيعية "في فرنسا في أوسبان وإقليم ر الراين الداخلي، وإقليم أين وإقليم بوي دي دوم. كان من أوائل استخدامات الأسفلت في فرنسا استخدامه لتشكيل حوالي 24 ألف ياردة مربعة من زورق سيسيل في ميدان الكونكورد في عام 1835.

### المملكة المتحدة
كان النقش أحد الاستخدامات السابقة للبيتومين في المملكة المتحدة. ذُكر في مسرحية بولي جرافيس لويليام سالمون عام 1673 وصفة للورنيش المستخدم في النقش، والذي تألف من ثلاث أوقيات من الشمع البكر، واثنين من أوقية المصطكي، وأونصة واحدة من الأسفلت. في الطبعة الخامسة من عام 1685، تم بتضمين المزيد من وصفات الأسفلت من مصادر أخرى.
كانت أول براءة اختراع بريطانية لاستخدام الأسفلت هي «بازلت البازيل أو البيتومين» في عام 1834. ثم حصل ريتشارد تابين كلاريدج في 25 نوفمبر 1837على براءة اختراع باستخدام إسفلت سيسيل (براءة الاختراع رقم 7849)، لاستخدامه في رصف الأسفلت، بعد أن شاهده استخدامه في فرنسا وبلجيكا لنفس الغرض عند زيارته مع فريدريك والتر سيمز، الذي عمل معه على إدخال الأسفلت إلى بريطانيا. كتب الدكتور ت. لامب بيشبون أن والده صامويل ريلاند بيشبون، وهو صديق لكلاريدج، كان له دور كبير في إدخال رصيف الأسفلت عام 1836. وفي الواقع، كانت الأرصفة المصطفة قد استخدمت في السابق في فوكسهول عل يد منافس من كلاريدج، ولكن دون جدوى.
حصل كلاريدج على براءة اختراع في إسكتلندا في 27 مارس 1838، وحصل على براءة اختراع في أيرلندا في 23 أبريل 1838. في عام 1851، سعي للحصول على براءة اختراع عام 1837 وبراءات الاختراع لكل من 1838 من قبل أمناء شركة تشكّلت على يد كلاريدج. تأسست شركة كلاريدج بانيت للأسفلت - في عام 1838 بغرض إدخال الأسفلت إلى بريطانيا في صورته الخام من منجم في مدينة بيرمونت سيسيل في فرنسا"، أُجريت تجارب لرصف الطرق بالأسفلت في عام 1838على ممر في وايت هول وإسطبل في نايتسبريدج باراكس، وبعد ذلك في أسفل الدرجات المؤدية من واترلو بليس إلى سانت جيمس بارك. وفي عام 1838 تشكلت شركة باريت للأسفلت التابعة لشركة كلاريدج (مع قائمة متميزة من الرعاة الأرستقراطيين شملت مارك وإسامبارد كينجدم برونيل كرئيس مجلس إدارة ومهندس استشاري على التوالي)، وأصبحت الشركة أحد الشركات الرائدة في صنع الأسفلت ببريطانيا. وبحلول نهاية عام 1838، كانت هناك شركتان أخريان على الأقل وهما شركة روبنسون وشركة باستين، مع استخدام الأسفلت في رصف الطرق في برايتون، وخليج هيرن، وكانتربري، وكنسينغتون، وستراند، وبونهيل، في حين استمر رصيف كلاريدج وايت هول في حالة جيدة".
في عام 1838، كانت هناك موجة من النشاط التجاري شملت الأسفلت، والذي كان يُستخدم أكثر من الرصف. على سبيل المثال، استُخدم الأسفلت للأرضيات والتدقيق الرطب في المباني، ولمنع تسرب المياه من أنواع مختلفة من البرك والحمامات، وكلا الاستخدامين كانا شائعين في القرن التاسع عشر. وفي سوق الأوراق المالية في لندن، كانت هناك ادعاءات مختلفة فيما يتعلق بالتفرد من جودة الإسفلت من فرنسا وألمانيا وإنجلترا. وتم منح العديد من براءات الاختراع في فرنسا، مع رفض أعداد مماثلة من طلبات براءات الاختراع في إنجلترا بسبب تشابهها مع بعضها البعض. وفي إنجلترا، «كان أسفلت شركة كلاريدج هو الأكثر استخدامًا في بين عامي 1840 وعام 1850».
في عام 1914، دخلت شركة كلاريدج في مشروع مشترك لإنتاج المحصبة، مع المواد المصنعة من خلال شركة تابعة تُدعى كلارماك للطرق. ومع ذلك، دمرت الحرب العالمية الأولى شركة كلارماك، والتي دخلت في التصفية في عام 1915. كان لفشل شركة كلارماك للرصف تأثيرًا على تدفق شركة كلاريدج، التي كانت تُعاني من الخسائر بالفعل، حيث توقفت عن العمل في عام 1917، بعد أن استثمرت مبلغًا كبيرًا من الأموال في المشروع الجديد في محاولة لاحقة لإنقاذ شركة كلارماك.

### الولايات المُتحدة
كان أول استخدام للبيتومين في العالم الجديد من قبل الشعوب الأصلية. فعلى الساحل الغربي في وقت مبكر من القرن الثالث عشر، جمعت شعوب تونغفا ولويسينو وتشوماش الأسفلت الموجود بشكل طبيعي والذي تسرب إلى السطح فوق الرواسب النفطية الكامنة. استخدمت المجموعات الثلاث هذه المادة كمواد لاصقة. كما عُثر على العديد من التحف المختلفة من الأدوات والعناصر الاحتفالية. على سبيل المثال، تم استخدامه على مقابض القضبان أو أصداف السلاحف المُستخدمة كدروع أو مقابض أدوات الحرب. كما استُخدم أيضًا في الزينة حيث وُضعت حبات صغيرة مستديرة في الأسفلت لتزيين الأوسمة. وستُخدم أيضًا كمانع للتسرب على السلال لجعلها مقاومة للماء، وربما كان ذلك سببًا في تسمم أولئك الذين شربوا الماء. استُخدم الأسفلت أيضًا للصق الألواح الخشبية بإحكام على الزوارق التي تسير في المحيط.
استُخدم الأسفلت لأول مرة لتمهيد الشوارع في عام 1870. في البداية استخدام «الصخر البتيوميني» المتواجد بشكل طبيعي في ريتشي ماينز في مكفارلان في مقاطعة ريتشي بفيرجينيا الغربية من عام 1852 إلى عام 1873. وفي عام 1876، تم استخدام الأسفلت في تمهيد الطريق في بنسلفانيا في واشنطن العاصمة، في الوقت المناسب للاحتفال بالذكرى المئوية الوطنية. في الحقبة التي استُخدم فيها العربات التي تجرها الخيول، كانت الشوارع غير مُعبّدة ومُغطّاة بالأوساخ أو الحصى. ومع ذلك، فقد أدى ذلك إلى إنتاج غير متساوٍ، وفتح أخطارًا جديدة للمشاة ووجود الحفر الخطيرة للدراجات وللمركبات الآلية. كان في مانهاتن وحدها 130,000 خيل في عام 1900، كما لم تكن تلك العربات سريعة، ويمكن للمشاة أن يراوغوا ويتسابقوا في الشوارع المزدحمة. واصلت المدن الصغيرة الاعتماد على الأوساخ والحصى، لكن المدن الكبرى أرادت شوارع أفضل بكثير فلجأوا إلى استخدام كتل الخشب أو الجرانيت في الخمسينيات. وفي عام 1890، مُهدت ثلث شوارع شيكاغو التي يبلغ طولها 2000 ميل باستخدام الكتل الخشبية بصورة رئيسية، التي أعطت قوة دفع أفضل من الطين. كان سطح الطوب حلًا جيدًا، ولكن كان من الأفضل استخدام الأسفلت، في الرصف والذي كان سهل التركيب. ومع وجود لندن وباريس كنموذجين، وضعت واشنطن 400 ألف ياردة مربعة من رصف الإسفلت بحلول عام 1882، وأصبح النموذج في ذلك لالبوفالو وفيلادلفيا وأماكن أخرى. وبحلول نهاية القرن، تباهت المدن الأمريكية بوجود 30 مليون ياردة مربعة من الطرق المرصوفة بالأسفلت، متقدمةً على الطوب. أصبحت الشوارع أسرع وأكثر خطورة حتى تم تثبيت إشارات المرور الكهربائية. أصبحت العربات الكهربائية (بسرعة 12 ميلاً في الساعة) هي خدمة النقل الرئيسية للمتسوقين من الطبقة الوسطى وعمال المكاتب حتى قاموا بشراء السيارات بعد عام 1945 وخففوا من الضواحي البعيدة في الخصوصية والراحة على الطرق السريعة الإسفلتية.